# Yardley
Yardley es un borough situado en el condado de Bucks, Pensilvania, Estados Unidos. Tiene una población estimada, a mediados de 2024, de 2591 habitantes.

## Historia
La localidad fue fundada por William Yeardley (como se escribía en aquel momento), un ministro quaker que buscaba libertad religiosa. Yeardley emigró desde Inglaterra a América con su esposa, tres hijos y un sirviente en julio de 1682. Antes de irse de Inglaterra, firmó un acuerdo con William Penn para comprar 519 acres (unos 2 km²) por 10 libras esterlinas. Se instaló en el camino Dolington y construyó una cabaña y más tarde una casa de piedra a la que llamó "Prospect Farm". La familia Yardley ocupó las tierras por más de 150 años.
Cuando se diseñó un plano urbano en 1807 y la tierra se dividió en varios lotes, Yardley comenzó su crecimiento. Tras la finalización del tramo Bristol-New Hope del Canal de Delaware en 1831, el comercio y los negocios se expandieron rápidamente a la ciudad, entonces llamada "Yardleyville". Las primeras industrias incluyeron una fábrica de radios de ruedas y manijas, un aserradero, una fábrica de llantas para ruedas de madera, un molino de placas y yeso, y dos molinos harineros. La primera oficina de correos se estableció en 1828. En 1835 se construyó el primer puente cubierto de Yardley sobre el río Delaware, al pie de lo que hoy es la avenida Afton.
En 1876 la compañía de ferrocarril abrió su ramal a Nueva York a través de Yardley y construyó una estación al sur del pueblo. Para evitar confusiones con una aldea de Nueva Jersey, la compañía de ferrocarril promovió la abreviación del nombre Yardleyville. Finalmente, en 1883, la Oficina de Correos adoptó el nombre "Yardley". Para 1880, el pueblo tenía una población de 820 habitantes, y en 1895 fue oficialmente fundado como borough.

## Geografía
La localidad está ubicada en las coordenadas 40°14′25″N 74°50′20″O / 40.24028, -74.83889 (40.240293, -74.838934).

## Demografía
Según la estimación 2019-2023 de la Oficina del Censo, los ingresos medios de los hogares de la localidad son de $118,750 y los ingresos medios de las familia son de $152,130. Alrededor del 3.7% de la población está por debajo de la línea de pobreza.